# Золотых, Борис Никифорович
Борис Никифорович Золотых (1920—2008) — советский и российский учёный-физик, заслуженный деятель науки и техники РФ.

## Биография
Окончил физический факультет МГУ в 1943 году.
Работал в научно-исследовательских организациях АН СССР и промышленности (1943—1965). Работал в МИЭМ (с 1965 по 2004 г.).
Специалист в области электрофизических методов обработки деталей РКТ. Впервые в мире осуществил широкий комплекс фундаментальных исследований физической природы, электрической эрозии металлов, что позволило поставить на научную основу развитие электроэрозионной обработки. Член специализированного совета по присуждению докторских степеней. Заслуженный деятель науки и техники СССР.
За творческий вклад в ракетно-космическую технику решением Бюро Президиума Федерации космонавтики награждён медалями им. М. В. Келдыша, Ю. А. Гагарина, В. П. Глушко.
Более 10 лет проводились НИР совместно с НПО «Энергия», в результате которых была разработана и внедрена на предприятие прогрессивная технология изготовления деталей катодов термоэлектронных преобразователей из монокристаллов вольфрама.
Академик Российской академии космонавтики им. К. Э. Циолковского (1995).